# Ladislav Spaić
Ladislav Spaić (Nadalj, 2. studenoga 1725. – Budim, 5. lipnja 1799.) je bio hrvatski bogoslovno-filozofski pisac. Bio je skotistični peripaiotik.
Obnašao je dužnost provincijala franjevačke provincije sv. Ivana Kapistranskog, nakon Josipa Paviševića. Provincijalom je bio od 1774. do 1777. godine. Dok je bio provincijalom, tajnik mu je bio Martin Perecky. Spaić je poslije bio vikarom Kapistranske provincije od 1793. do 1794. godine. Bio je i franjevački cenzor.
Predavao je filozofiju na učilištima u Ugarskoj i Hrvatskoj. Svojim je predavanjima i tumačenjima, sukladno svojim crkveno-redovničkim i državnim zakonodavstvom, pridonio je razvitku općem razvitku filozofske misli u Hrvata, slično kao i ini Hrvati predavači skolastičke i skotističke filozofije 18. stoljeća u učilištima u Baču, Baji, Budimu i Somboru Emerik Pavić, Stjepan Vilov, Ivan Lukić i dr.). Bavio se Aristotelovom fizikom, tumačenja tijela, duše i dr.
U Našicama je Spaić 1759. godine predavao filozofiju.
Sačuvano je dosta Spaićevih radova. Pisao je i tumačenja franjevačkih Pravila i knjiga kojima se obrađuje franjevački život, čime je promicao redovničko opsluživanje.